# Ніон (округ)
Округ Ніон (фр. Arrondissement de Nyons) — округ у Франції, в департаменті Дром. 2023 року округ об'єднував 150 муніципалітетів, населення становило 151 907 осіб.
Адміністративний центр (супрефектура) — Ніон.

## Муніципалітети
Список муніципалітетів округу та їхні коди INSEE:
1. Алейрак (26003)
2. Аллан (26005)
3. Анкон (26008)
4. Арпавон (26013)
5. Баллон (26022)
6. Барре-де-Ліур (26026)
7. Безіньян (26050)
8. Безоден-сюр-Бін (26051)
9. Белькомб-Тарандоль (26046)
10. Беніве-Оллон (26048)
11. Бовуазен (26043)
12. Бонльє-сюр-Рубйон (26052)
13. Був'єр (26060)
14. Бурдо (26056)
15. Буше (26054)
16. Бюї-ле-Баронні (26063)
17. Валорі (26360)
18. Валуз (26363)
19. Вантроль (26367)
20. Венсобр (26377)
21. Вер-сюр-Меуж (26372)
22. Верклоз (26369)
23. Веркуаран (26370)
24. Веск (26373)
25. Вільбуа-ле-Пен (26374)
26. Вільпердрі (26376)
27. Вільфранш-ле-Шато (26375)
28. Гриньян (26146)
29. Донзер (26116)
30. Дьєлефі (26114)
31. Ейгале (26126)
32. Ейгальє (26127)
33. Ейзаю (26131)
34. Ейроль (26130)
35. Епелюш (26121)
36. Ізон-ла-Брюїсс (26150)
37. Клансе (26093)
38. Клеон-д'Андран (26095)
39. Колонзель (26099)
40. Ком (26101)
41. Кондіяк (26102)
42. Кондорсе (26103)
43. Корнійон-сюр-л'Уль (26105)
44. Корніяк (26104)
45. Крюпі (26111)
46. Кюрньє (26112)
47. Ла-Баті-Роллан (26031)
48. Ла-Бегюд-де-Мазанк (26045)
49. Ла-Бом-де-Трансі (26033)
50. Ла-Гард-Адемар (26138)
51. Ла-Кукурд (26106)
52. Ла-Лопі (26157)
53. Ла-Пенн-сюр-л'Увез (26229)
54. Ла-Рош-сюр-ле-Бюї (26278)
55. Ла-Рошетт-дю-Бюї (26279)
56. Ла-Туш (26352)
57. Ла-Шарс (26075)
58. Лаборель (26153)
59. Лам (26161)
60. Лашо (26154)
61. Ле-Гранж-Гонтард (26145)
62. Ле-Пег (26226)
63. Ле-Пій (26238)
64. Ле-Пое-ан-Персі (26242)
65. Ле-Пое-Лаваль (26243)
66. Ле-Пое-Сіжія (26244)
67. Ле-Тоній (26351)
68. Ле-Турретт (26353)
69. Малатаверн (26169)
70. Мана (26171)
71. Марсанн (26176)
72. Мевуйон (26181)
73. Мерендоль-лез-Олів'є (26180)
74. Мірабель-о-Баронні (26182)
75. Моллан-сюр-Увез (26188)
76. Монбрен-ле-Бен (26193)
77. Монбризон-сюр-Ле (26192)
78. Монбуше-сюр-Жаброн (26191)
79. Монгюе (26201)
80. Монжу (26202)
81. Монжуає (26203)
82. Монреаль-ле-Сурс (26209)
83. Монсегюр-сюр-Лозон (26211)
84. Монтелімар (26198)
85. Монтобан-сюр-л'Увез (26189)
86. Монтольє (26190)
87. Монферран-ла-Фар (26199)
88. Монфрок (26200)
89. Ніон (26220)
90. Обр (26016)
91. Олан (26018)
92. Орсіна (26222)
93. Пелонн (26227)
94. П'єгон (26233)
95. П'єррлатт (26235)
96. П'єррлонг (26236)
97. Плезьян (26239)
98. Поммероль (26245)
99. Пон-де-Барре (26249)
100. Порт-ан-Вальден (26251)
101. Пропіак (26256)
102. Пюїжирон (26257)
103. Ремюза (26264)
104. Реовіль (26261)
105. Реянетт (26263)
106. Рйом (26267)
107. Рош-Сен-Секре-Беконн (26276)
108. Рошбоден (26268)
109. Рошбрюн (26269)
110. Рошгюд (26275)
111. Рошфор-ан-Вальден (26272)
112. Руайнак (26287)
113. Русса (26284)
114. Руссе-ле-Вінь (26285)
115. Русьє (26286)
116. Савасс (26339)
117. Салетт (26334)
118. Саль-су-Буа (26335)
119. Саюн (26288)
120. Седерон (26340)
121. Сен-Жерве-сюр-Рубйон (26305)
122. Сен-Марсель-ле-Созе (26312)
123. Сен-Ме (26318)
124. Сен-Морис-сюр-Ейг (26317)
125. Сен-Панталеон-ле-Вінь (26322)
126. Сен-Поль-Труа-Шато (26324)
127. Сен-Рестітю (26326)
128. Сен-Совер-Гуверне (26329)
129. Сен-Ферреоль-Трант-Па (26304)
130. Сент-Ефемі-сюр-Увез (26303)
131. Сент-Жаль (26306)
132. Сент-Обан-сюр-л'Увез (26292)
133. Созе (26338)
134. Солер'є (26342)
135. Сольс-сюр-Рон (26337)
136. Суп'єрр (26343)
137. Сюз-ла-Русс (26345)
138. Тейсьєр (26350)
139. Толіньян (26348)
140. Трюїна (26356)
141. Тюлетт (26357)
142. Феррасьєр (26135)
143. Шамаре (26070)
144. Шантмерль-ле-Гриньян (26073)
145. Шароль (26078)
146. Шатонеф-де-Бордетт (26082)
147. Шатонеф-дю-Рон (26085)
148. Шовак-Ло-Монто (26091)
149. Шодбонн (26089)